# 维雷 (芒什省)
维雷（法語：Virey，法語發音：[viʁɛ]）是法国芒什省的一个旧市镇，属于阿夫朗什区。2016年，维雷与市镇圣马丹德朗代勒和圣伊莱尔迪阿库埃合并为新的圣伊莱尔迪阿库埃。

## 地理
维雷（48°35'4"N, 1°8'1"W）面积16.94 平方千米，位于法国诺曼底大区芒什省，该省份为法国西北部沿海省份，西、北、东北三面环大西洋，东起顺时针与卡爾瓦多斯省、奧恩省、马耶讷省和伊勒-维莱讷省接壤。
与维雷接壤的市镇（或旧市镇、城区）包括：伊西尼-勒比阿、马蒂尼、格朗帕里尼、圣布里斯德朗代勒、圣伊莱尔迪阿库埃、圣马丹德朗代勒。

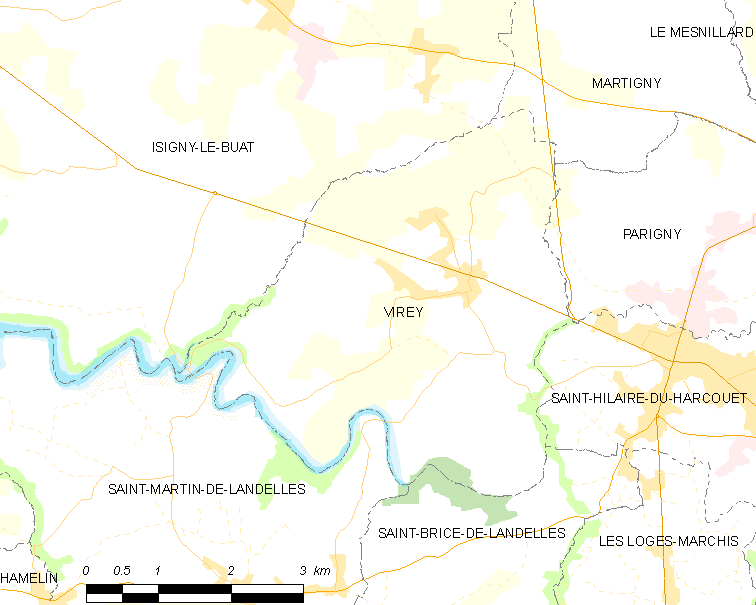
的OSM定位图

维雷的时区为UTC+01:00、UTC+02:00（夏令时）。

## 行政
维雷的邮政编码为50600，INSEE市镇编码为50644。

## 政治
维雷所属的省级选区为圣伊莱尔迪阿库埃县。

## 人口

1962-2008年间人口变化图示

维雷于2018年1月1日时的人口数量为1009人。